# John Baptist Thakur
John Baptist Thakur (ur. 8 lutego 1937 w Bettiah) – indyjski duchowny rzymskokatolicki, w latach 1980-2014 biskup Muzaffarpuru.

## Życiorys
Święcenia kapłańskie przyjął 19 marca 1960. 6 marca 1980 został mianowany biskupem Muzaffarpuru. Sakrę biskupią otrzymał 24 czerwca 1980. 11 lipca 2004 przeszedł na emeryturę.